# Dichromodes emplecta
Dichromodes emplecta là một loài bướm đêm trong họ Geometridae.